# لاغوس
لاغوس (بالإنجليزية: Lagos، باليوروبا: Èkó) أو «ليغوس» أو إكو (Eko)، هي مدينة حضرية كبيرة تقع في جنوب غرب نيجيريا، ويقدر عدد سكانها بأكثر من 21 مليون نسمة، وهي أكبر مدن نيجيريا وغرب أفريقيا، وتعد إحدى أكثر مدن أفريقيا اكتظاظاً بالسكان، تقع في ولاية لاغوس. وقد كانت سابقاً عاصمة نيجيريا منذ استقلالها عام 1960، قبل مدينة أبوجا التي أصبحت العاصمة بقرار الحكومة في 12 ديسمبر 1991. تعد لاجوس مركزًا ماليًا أفريقيًا رئيسيًا وهي المركز الاقتصادي لولاية لاجوس ونيجيريا بشكل عام.
و تتمتع المدينة بتأثير كبير على التجارة والترفيه والتكنولوجيا والتعليم والسياسة والسياحة والفن والأزياء في إفريقيا. تعد لاجوس أيضًا من بين أسرع عشر مدن ومناطق حضرية نموًا في العالم. في عام 2024، صنفت مجلة تايم أوت لاجوس على أنها المدينة التاسعة عشر الأفضل للزيارة في العالم. وهي مدينة ضخمة، ولديها رابع أعلى ناتج محلي إجمالي في إفريقيا، وتضم أحد أكبر الموانئ البحرية وأكثرها ازدحامًا في القارة. نظرًا لعدد السكان الحضريين الكبير وحجم حركة الموانئ، تم تصنيف لاجوس على أنها مدينة ضخمة متوسطة الموانئ.
حينما كانت جزء من مملكة بنين في القرن 16، كانت قبائل اليوروبا تسكنها. في بداية عام 1808، حينما قررت بريطانيا إنهاء تجارة الرقيق، أصبحت لاغوس أكثر ارتباطاً ببريطانيا، فتركت لها عام 1861، وأصبحت مستعمرة تحكم من قبل سيراليون بين عامي 1866 و1874، وكانت جزء من مستعمرة الساحل الذهبي بعد ذلك بين عامي 1874 و1886. ثم ضمت إلى محمية نيجيريا الجنوبية عام 1906، وأصبحت عاصمة مستعمرة نيجيريا عام 1914، وعاصمة نيجيريا المستقلة من 1960 إلى 1991.
تقع لاغوس في جنوب غرب نيجيريا في خليج غينيا في المحيط الأطلسي.

## التاريخ
المستوطنون الأصليون للاغوس، أو «الإكو» كما يسمون من قبل السكان الأصليين، كانوا من بنين وأووري إكو. بدأت المدينة في القرن الخامس عشر كمحطة تجارية برتغالية مصدرة للعاج، والفلفل، بالإضافة إلى العبيد. سقطت بعد ذلك في قبضة البريطانيين الذين بدؤوا بتصدير المحاصيل الغذائية بعد منع العبودية في عام 1807. بالرغم من أن نايجيريا حصلت على الاستقلال في عام 1960، اندلعت بها حرب أهلية دامت عامين ونصف العام منذ 1967.
بعد الحرب، موجات ضخمة من اللاجئين من البلدان الأفريقية الأخرى هاجروا إلى المدينة، مما أدى للنمو السكاني السريع المستمر إلى الوقت الراهن.

## الاقتصاد
تعد لاغوس هي المحور التجاري والصناعي لنيجيريا، واقتصادها يفوق بعدة أضعاف البلدان الأفريقية الغربية مجتمعة. استفادت لاغوس من مصادر نيجيريا الطبيعية كثيرا مثل النفط والغاز الطبيعي والفحم والخشب والوقود والماء. الصناعة الخفيفة كانت سائدة في نيجيريا بعد الاستقلال والصناعات المتعلقة بالنفط سيطرت عليها في السبعينات، مما أثّر على النمو السريع لاقتصاد لاغوس.
إنتاج النفط، الذي بدأ في الخمسينات، زاد بسبعة أضعاف بين عامي 1965 و 1973، بينما ارتفعت أسعار النفط العالمية. مع حلول عام 1978، المنطقة الحضرية ساهمت بحوالي 40 % من التجارة الخارجية لنيجيريا، والتي تحتوي على 40 % من السكان الوطنيين المهرة.

## الإدارة
كانت لاغوس عاصمة نيجيريا سابقًا، ولكنها استُبدلت منذ ذلك الحين بأبوجا. أصبحت أبوجا رسميًا عاصمة نيجيريا في 12 ديسمبر 1991، على الرغم من أن قرار نقل العاصمة الاتحادية كان قد اتخذ بموجب القانون رقم 6 لعام 1976. تعد لاغوس أيضًا موطنًا لمحكمة لاغوس العليا، التي تقع في مبنى استعماري قديم في جزيرة لاغوس.
لا تعد لاغوس بلدية واحدة من الناحية الإدارية، لذا ليس لديها إدارة مدينة شاملة. تشمل الحدود الجغرافية لمدينة لاغوس الحضرية 16 من مناطق الحكم المحلي العشرين في ولاية لاغوس. توفر الهيئة الأخيرة الحكومة الشاملة للمنطقة الحضرية. كانت بلدية لاغوس السابقة، التي غطت جزيرة لاغوس وإيكوي وجزيرة فيكتوريا بالإضافة إلى بعض أراضي البر الرئيسي، تُدار من قبل مجلس مدينة لاغوس، ولكن حُلّ في عام 1976 وقُسم إلى عدة مناطق حكم محلي (أبرزها منطقة الحكم المحلي لجزيرة لاغوس ومنطقة الحكم المحلي في البر الرئيسي للاغوس ومنطقة الحكم المحلي إيتي أوسا).
شمل البر الرئيسي خارج بلدية لاغوس من ناحية أخرى العديد من البلدات والمستوطنات المنفصلة مثل موشين وإيكيجا وأيجيجي. شهدت لاغوس في أعقاب طفرة النفط النيجيرية في سبعينيات القرن العشرين، انفجارًا سكانيًا ونموًا اقتصاديًا غير منضبط وهجرة ريفية غير محدودة. أدى ذلك إلى تطور المدن والمستوطنات النائية بسرعة، ومن ثم تشكيل «منطقة لاغوس الحضرية» الحالية، المعروفة أيضًا باسم «لاغوس الحضرية». بقي تاريخ لاغوس متجليًا في تخطيط المناطق المحلية التي تعرض الهويات الفريدة للثقافات التي خلقتها.
امتدت المنطقة الحضرية حول لاغوس لتتجاوز حدود ولاية لاغوس نفسها بحلول عام 2006، وحققت وضع مدينة عملاقة. تُعرف هذه المنطقة الأكبر بكثير باسم «لاغوس الكبرى الحضرية» أو «منطقة لاغوس الحضرية الكبرى» وهي منطقة أرضية مبنية بشكل متواصل تبلغ مساحتها الإضافية 1535.4 كيلومتر مربع (592.8 ميل مربع)، في مناطق الحكم المحلي الواقعة بجوار حدود مدينة لاغوس الشرقية والغربية في ولاية لاغوس، وأيضًا خارج حدودها الشمالية، ممتدة إلى بعض مناطق الحكم المحلي في ولاية أوجون المجاورة. تشمل مناطق الحكم المحلي في ولاية أوجون التي أصبحت جزءًا من لاغوس الكبرى الحضرية أوبافيمي أوود وساجامو وإيفو وأدو-ودو/أوتا وجزء من إويكورو.
تشير كلمة لاغوس اليوم غالبًا إلى المنطقة الحضرية، المسماة «لاغوس الحضرية» في نيجيريا، والتي تشمل كل من جزر بلدية لاغوس السابقة وضواحي البر الرئيسي. تعد حكومة ولاية لاغوس مسؤولة عن بعض المرافق العامة مثل الطرق والنقل والكهرباء والمياه والصحة والتعليم. تمتد لاغوس الحضرية على 16 من أصل 20 من المناطق المحلية لولاية لاغوس، وتضم حوالي 85% من سكان ولاية لاغوس، بما في ذلك بعض المناطق شبه الريفية. يوجد في لاغوس عدد كبير من المباني الشاهقة التي تهيمن على أفقها، وتقع معظم المباني الشاهقة في وسط المدينة التجاري.

## الجغرافيا
يمكن تقسيم لاغوس بشكل فضفاض إلى منطقتين جغرافيتين رئيسيتين: «الجزيرة» و«البر الرئيسي».

### مشهد المدينة
تضم مدينة لاغوس أطول أفق مدني في نيجيريا. تتنوع الأساليب المعمارية في لاغوس، وتتراوح بين الاستوائية والعامية إلى المباني الأوروبية الاستعمارية والحديثة للغاية أو مزيج منها. يتجلى أسلوب العمارة البرازيلي الذي جلبه الكريول في مباني مثل دار المياه ومسجد شيتا بي. تتركز ناطحات السحاب ومعظم المباني الشاهقة في الجزر، بينما يضم البر الرئيسي بعض المباني الشاهقة. جددت حكومة ولاية لاغوس في السنوات الأخيرة الحدائق والمناطق الخضراء القائمة، بهدف التوسع على المدى الطويل. تنتشر العديد من المباني عالية الجودة في جميع أنحاء المدينة.

### الجزيرة
تُعد جزيرة لاغوس مصطلحًا جغرافيًا فضفاضًا يستخدم لتعريف المنطقة في لاغوس التي تفصلها عن «البر الرئيسي» القناة الرئيسية التي تصرف البحيرة إلى المحيط الأطلسي، والتي تشكل ميناء لاغوس. تتكون الجزيرة بشكل أساسي من مجموعة من الجزر التي تفصلها عن بعضها البعض الجداول، وهي متصلة ببعضها البعض عن طريق الجسور. جُرفت الأجزاء الأصغر من بعض الجداول وبُني فوقها. يعد هذا الجزء من لاغوس المنطقة التي تجري فيها معظم الأنشطة التجارية والأحداث الترفيهية، وتتركز فيها أيضًا معظم المناطق السكنية الراقية. تشمل المناطق الحكومية المحلية التي تعتبر ضمن الجزيرة جزيرة لاغوس وإيتي أوسا، وتشمل الأحياء الراقية الرئيسية في الجزيرة ضمن هذه المناطق الحكومية المحلية جزيرة إيكوي وجزيرة فيكتوريا. تربط ثلاثة جسور رئيسية الجزيرة بالبر الرئيسي: وهي جسر كارتر الذي يبدأ من إيدو، وجسر إيكو (الذي كان يسمى سابقًا جسر البر الرئيسي الثاني)، وجسر البر الرئيسي الثالث، الذي يمر عبر ضواحي البر الرئيسي المكتظة بالسكان إلى بحيرة لاغوس. يربط جسر إيكو بين المرحلة الأولى من إيكوي وليكي، وكلاهما جزء من الجزيرة.
كان من المقرر أن يبدأ بناء جسر البر الرئيسي الرابع في عام 2022، وفقًا لحاكم ولاية لاغوس، باباجيدي سانوو-أولو.

#### جزيرة لاغوس
تحتوي جزيرة لاغوس على منطقة أعمال مركزية، وتتميز هذه المنطقة بالمباني الشاهقة. تحتوي الجزيرة أيضًا على العديد من أكبر أسواق الجملة في المدينة (مثل أسواق إيدوموتا وبالوغون الشهيرة). يوجد بها المتحف الوطني النيجيري والمسجد المركزي وقاعة غلوفر التذكارية وكاتدرائية كنيسة المسيح وقصر أوبا (إيجا إيدونجانران). يُعدّ حي مارينا جزءًا رئيسيًا آخر من جزيرة لاغوس. يحدّه سوقا إيدوموتا وبالوغون ويضم مؤسسات مصرفية كبرى. وعلى الرغم من حالته المتداعية سابقًا، يعد ميدان تينوبو في جزيرة لاغوس موقعًا ذا أهمية تاريخية، حيث أقيمت فيه مراسم الاندماج التي وحدت شمال وجنوب نيجيريا لتشكيل نيجيريا في عام 1914.

#### إيكوي
تقع إيكوي في النصف الشرقي من جزيرة لاغوس وتتصل بها عن طريق مكب نفايات. ترتبط إيكوي أيضًا بجزيرة فيكتوريا من خلال جسر فالومو، الذي يحمل الطريق الرئيسي فوق خور فايف كاوري. تقع حديقة فالومو، وهي مساحة خضراء عامة طورتها حكومة الولاية بالتعاون مع بنك فيدليتي في عام 2017، تحت الجسر. ضمت إيكوي مقر الحكومة الفيدرالية النيجيرية ومباني أخرى مملوكة للحكومة، بما في ذلك مجمع الأمانة الفيدرالية القديم، ويجري إعادة إعمار المجمع حاليًا.
تضم إيكوي ثكنات عسكرية وشرطية، وسجنًا شديد الحراسة، ومحكمة فدرالية عليا في نيجيريا. تضم إيكوي أيضًا فنادق ونوادي ليلية ومنتزهًا ترفيهيًا، وأحد أكبر ملاعب الغولف في إفريقيا. كانت في الأصل حيًا للطبقة المتوسطة، لكنها أصبحت في السنوات الأخيرة منطقة سكنية عصرية للطبقة المتوسطة العليا والطبقة العليا. يتركز الجزء التجاري في جنوب غرب المنطقة.

#### جزيرة فيكتوريا
تقع جزيرة فيكتوريا مع ملحقها جنوب جزيرة لاغوس، وتُعرف بالرمز البريدي 101241 الذي حددته هيئة البريد النيجيرية. تتميز بالعقارات الفاخرة، ولهذا السبب يوجد بها العديد من الشقق الفاخرة الجديدة. تحتل جزيرة فيكتوريا- إلى جانب إيكوي- مساحة كبيرة في لاغوس وتضم العديد من المناطق التجارية. يوجد على شاطئها المطّل على المحيط الأطلسي، شاطئ بار الذي أُعيد بناؤه بيئيًا.

### المناخ
| البيانات المناخية لـجزيرة لاغوس، المعدلات والسجلات، 1991–2020                   | البيانات المناخية لـجزيرة لاغوس، المعدلات والسجلات، 1991–2020 | البيانات المناخية لـجزيرة لاغوس، المعدلات والسجلات، 1991–2020 | البيانات المناخية لـجزيرة لاغوس، المعدلات والسجلات، 1991–2020 | البيانات المناخية لـجزيرة لاغوس، المعدلات والسجلات، 1991–2020 | البيانات المناخية لـجزيرة لاغوس، المعدلات والسجلات، 1991–2020 | البيانات المناخية لـجزيرة لاغوس، المعدلات والسجلات، 1991–2020 | البيانات المناخية لـجزيرة لاغوس، المعدلات والسجلات، 1991–2020 | البيانات المناخية لـجزيرة لاغوس، المعدلات والسجلات، 1991–2020 | البيانات المناخية لـجزيرة لاغوس، المعدلات والسجلات، 1991–2020 | البيانات المناخية لـجزيرة لاغوس، المعدلات والسجلات، 1991–2020 | البيانات المناخية لـجزيرة لاغوس، المعدلات والسجلات، 1991–2020 | البيانات المناخية لـجزيرة لاغوس، المعدلات والسجلات، 1991–2020 | البيانات المناخية لـجزيرة لاغوس، المعدلات والسجلات، 1991–2020 |
| الشهر                                                                           | يناير                                                         | فبراير                                                        | مارس                                                          | أبريل                                                         | مايو                                                          | يونيو                                                         | يوليو                                                         | أغسطس                                                         | سبتمبر                                                        | أكتوبر                                                        | نوفمبر                                                        | ديسمبر                                                        | المعدل السنوي                                                 |
| ------------------------------------------------------------------------------- | ------------------------------------------------------------- | ------------------------------------------------------------- | ------------------------------------------------------------- | ------------------------------------------------------------- | ------------------------------------------------------------- | ------------------------------------------------------------- | ------------------------------------------------------------- | ------------------------------------------------------------- | ------------------------------------------------------------- | ------------------------------------------------------------- | ------------------------------------------------------------- | ------------------------------------------------------------- | ------------------------------------------------------------- |
| الدرجة القصوى °م (°ف)                                                           | 36.0 (96.8)                                                   | 39.0 (102.2)                                                  | 40.1 (104.2)                                                  | 36.6 (97.9)                                                   | 36.7 (98.1)                                                   | 33.8 (92.8)                                                   | 33.0 (91.4)                                                   | 36.0 (96.8)                                                   | 34.6 (94.3)                                                   | 35.5 (95.9)                                                   | 36.0 (96.8)                                                   | 36.8 (98.2)                                                   | 40.1 (104.2)                                                  |
| متوسط درجة الحرارة الكبرى °م (°ف)                                               | 31.5 (88.7)                                                   | 32.1 (89.8)                                                   | 32.2 (90.0)                                                   | 31.6 (88.9)                                                   | 30.9 (87.6)                                                   | 29.4 (84.9)                                                   | 28.4 (83.1)                                                   | 28.2 (82.8)                                                   | 29.1 (84.4)                                                   | 30.1 (86.2)                                                   | 31.4 (88.5)                                                   | 31.6 (88.9)                                                   | 30.5 (87.0)                                                   |
| المتوسط اليومي °م (°ف)                                                          | 28.2 (82.8)                                                   | 28.9 (84.0)                                                   | 29.2 (84.6)                                                   | 28.7 (83.7)                                                   | 28.0 (82.4)                                                   | 26.7 (80.1)                                                   | 26.1 (79.0)                                                   | 26.0 (78.8)                                                   | 26.6 (79.9)                                                   | 27.3 (81.1)                                                   | 28.3 (82.9)                                                   | 27.8 (82.0)                                                   | 27.7 (81.8)                                                   |
| متوسط درجة الحرارة الصغرى °م (°ف)                                               | 24.9 (76.8)                                                   | 25.7 (78.3)                                                   | 26.1 (79.0)                                                   | 25.8 (78.4)                                                   | 25.1 (77.2)                                                   | 24.1 (75.4)                                                   | 23.8 (74.8)                                                   | 23.8 (74.8)                                                   | 24.0 (75.2)                                                   | 24.5 (76.1)                                                   | 25.3 (77.5)                                                   | 24.1 (75.4)                                                   | 24.8 (76.6)                                                   |
| أدنى درجة حرارة °م (°ف)                                                         | 18.5 (65.3)                                                   | 15.9 (60.6)                                                   | 20.2 (68.4)                                                   | 19.8 (67.6)                                                   | 18.4 (65.1)                                                   | 17.6 (63.7)                                                   | 15.7 (60.3)                                                   | 18.6 (65.5)                                                   | 18.6 (65.5)                                                   | 17.0 (62.6)                                                   | 14.0 (57.2)                                                   | 13.7 (56.7)                                                   | 13.7 (56.7)                                                   |
| الهطول مم (إنش)                                                                 | 10.5 (0.41)                                                   | 40.9 (1.61)                                                   | 68.4 (2.69)                                                   | 145.5 (5.73)                                                  | 235.8 (9.28)                                                  | 433.7 (17.07)                                                 | 208.9 (8.22)                                                  | 91.4 (3.60)                                                   | 217.9 (8.58)                                                  | 189.1 (7.44)                                                  | 51.5 (2.03)                                                   | 9.7 (0.38)                                                    | 1٬703٫3 (67.04)                                               |
| متوسط أيام هطول الأمطار (≥ 1 mm)                                                | 1.0                                                           | 2.2                                                           | 4.3                                                           | 6.9                                                           | 11.3                                                          | 15.6                                                          | 10.8                                                          | 7.2                                                           | 12.3                                                          | 10.5                                                          | 3.4                                                           | 0.7                                                           | 86.2                                                          |
| متوسط الرطوبة النسبية (%)                                                       | 77.7                                                          | 81.3                                                          | 84.2                                                          | 86.0                                                          | 86.7                                                          | 88.2                                                          | 88.5                                                          | 88.0                                                          | 89.0                                                          | 88.2                                                          | 84.3                                                          | 78.8                                                          | 85.1                                                          |
| ساعات سطوع الشمس الشهرية                                                        | 164                                                           | 168                                                           | 174                                                           | 189                                                           | 176                                                           | 114                                                           | 99                                                            | 105                                                           | 121                                                           | 167                                                           | 186                                                           | 197                                                           | 1٬843                                                         |
| ساعات سطوع الشمس اليومية                                                        | 5                                                             | 6                                                             | 6                                                             | 7                                                             | 6                                                             | 4                                                             | 3                                                             | 3                                                             | 4                                                             | 5                                                             | 6                                                             | 7                                                             | 5                                                             |
| المصدر #1: NOAA (monthly sun hours 1961–1990)                                   |                                                               |                                                               |                                                               |                                                               |                                                               |                                                               |                                                               |                                                               |                                                               |                                                               |                                                               |                                                               |                                                               |
| المصدر #2: Meteo Climat (record highs and lows) Weather Atlas (daily sun hours) |                                                               |                                                               |                                                               |                                                               |                                                               |                                                               |                                                               |                                                               |                                                               |                                                               |                                                               |                                                               |                                                               |

## المدن الشقيقة والتوأمة
مدينة لاجوس توأمة مع:
- أتلانتا، الولايات المتحدة[1]
- غاري، الولايات المتحدة.
- بيلو هوريزونتي, البرازيل[2]
- بوخارست، رومانيا[3]
- ميناء أسبانيا، ترينيداد وتوباغو[4]

## وصلات خارجية
- الموقع الرسمي لولاية لاغوس نسخة محفوظة 15 فبراير 2008 على موقع واي باك مشين. (بالإنجليزية)

1. ↑  تتكون المنطقة الحضرية الكبرى للاغوس من 16 منطقة من أصل 20 منطقة محلية في ولاية لاغوس، والتي تستثني باداجري وإيبي وإيبيجو ليكي وإيكورودو.[1][2]
2. ↑  مصادر:[12][13][14][15][16][16][17][18]

1. ↑  "List of Atlanta's 17 Sister Cities | Atlanta, GA". www.atlantaga.gov (بالإنجليزية). Archived from the original on 2023-05-14. Retrieved 2025-02-01.
2. ↑  "Cidades Irmãs de Belo Horizonte | Portal Oficial de Belo Horizonte". portalbelohorizonte.com.br. مؤرشف من الأصل في 2025-04-14. اطلع عليه بتاريخ 2025-02-01.
3. ↑  Dogaru, Viorel (6 Aug 2016). "Care-i cel mai... înfrățit oraș din România? Care-i cu americanii, care-i cu rușii? Și care-i înfrățit cu Timișoara..." (بro-RO). Archived from the original on 2025-02-14. Retrieved 2025-02-01.{{استشهاد ويب}}:  صيانة الاستشهاد: لغة غير مدعومة (link)
4. ↑  "Listing of Twinning Cities | City Of Port Of Spain". cityofportofspain.gov.tt (بالإنجليزية الأمريكية). Archived from the original on 2020-11-04. Retrieved 2025-02-01.